# Gustav Fischer (explorador)
|  | Aquest article tracta sobre explorador. Vegeu-ne altres significats a «Gustav Fischer (genet)». |

Gustav Adolf Fischer (3 de març de 1848 - 11 de novembre de 1886, Berlín) va ser un explorador alemany de l'Àfrica.

## Biografia
Va néixer a Barmen. L'any 1876 va acompanyar l'expedició de Clemens Denhardt a Zanzíbar, on es va establir com a metge.
L'any següent va explorar Wituland i el país del sud d'Oromo. El 1878 va continuar el seu viatge a Wapokomoland i al llarg del riu Tana fins a Massa.
Amb el suport de la Societat Geogràfica d'Hamburg va visitar el país Maasai el 1882 i va penetrar des de la desembocadura del riu Pangani fins al llac Naivasha. Els massai li van impedir avançar més. Equipat amb fons pel germà de Wilhelm Junker, un explorador, que amb Emin Paixà i Gaetano Casati s'havia perdut a les províncies equatorials, va organitzar una expedició de socors que, però, es va veure obligat a tornar després d'arribar al llac Victòria. Poc després de tornar a Alemanya l'any 1886 va morir d'una febre biliosa contreta durant el seu viatge.
Se'l commemora amb els noms d'una sèrie d'animals, com ara l'agapornis de Fischer, l'estornell de Fischer i també una sèrie de plantes, inclosa Gutenbergia rueppellii var. fischeri i Ligularia fischeri.

## Obres literàries
- Mehr Licht im dunkeln Weltteil (1885)
- Das Masai-Land (1885)

També va escriure articles per al Zeitschrift für Ethnologie i per al Verhandlungen de la Hamburg Geographical Society.